# Ficus katendei
Ficus katendei är en mullbärsväxtart som beskrevs av B. Verdcourt. Ficus katendei ingår i släktet fikonsläktet, och familjen mullbärsväxter. Inga underarter finns listade i Catalogue of Life.